# Tittmoning
Tittmoning – miasto w Niemczech, w kraju związkowym Bawaria, w rejencji Górna Bawaria, w regionie Südostoberbayern, w powiecie Traunstein. Leży na granicy z Austrią, na brzegu rzeki Salzach, ok. 38 km na północny zachód od Salzburga. Burmistrzem miasta jest Konrad Schupfner (CSU).
Atrakcją miasta jest XIII-wieczny zamek obronny wybudowany dla arcybiskupa Salzburga. W XVII wieku zamek został przebudowany i stał się letnią rezydencją biskupa. W czasie II wojny światowej w zamku działał obóz przejściowy w którym był więziony m.in. bp Józef Padewski z Polskiego Narodowego Kościoła Katolickiego. Do ważniejszych budowli miasteczka należy zaliczyć także barokowy kościół należący w przeszłości do zakonu augustianów.

## Demografia
Dane o ludności z 31 grudnia 2008:
| Opis                                | Ogółem | Ogółem | Kobiety | Kobiety | Mężczyźni | Mężczyźni |
| ----------------------------------- | ------ | ------ | ------- | ------- | --------- | --------- |
| Jednostka                           | osób   | %      | osób    | %       | osób      | %         |
| Populacja                           | 6073   | 100    | 2990    | 49,23   | 3083      | 50,77     |
| Wiek przedprodukcyjny (0–17 lat)    | 1190   | 19,59  | 584     | 9,62    | 606       | 9,98      |
| Wiek produkcyjny (18–65 lat)        | 3714   | 61,16  | 1745    | 28,73   | 1969      | 32,42     |
| Wiek poprodukcyjny (powyżej 65 lat) | 1169   | 19,25  | 661     | 10,88   | 508       | 8,36      |

## Polityka
Burmistrzem miasta jest Konrad Schupfner z CSU, rada miasta składa się z 20 osób.
|      | CSU | SPD | FW/HL | ÖBL | Razem |
| 2008 | 9   | 3   | 4     | 4   | 20    |
| 2002 | 10  | 3   | 4     | 3   | 20    |

## Osoby związane z miastem
- Bartolomeusz Holzhauser – założyciel pierwszego męskiego zgromadzenia zakonnego „Bartolomici”
- Joseph Ratzinger, późniejszy papież Benedykt XVI - mieszkał tutaj od 11 lipca 1929 do 5 grudnia 1932[1]